# Syllepte desmialis
Syllepte desmialis là một loài bướm đêm trong họ Crambidae.